# Phelsuma guentheri
Il geco diurno di Round Island (Phelsuma guentheri Boulenger, 1885) è un sauro della famiglia Gekkonidae, endemico dell'isolotto di Round Island (Mauritius).
L'epiteto specifico è un omaggio allo zoologo tedesco Albert Günther (1830-1914).

## Descrizione
Con una lunghezza totale di 30 cm (di cui poco meno di metà spettano alla coda), Phelsuma guentheri è la specie vivente più grande del genere Phelsuma.

## Biologia
È una specie ovipara.

## Conservazione
La IUCN Red List classifica Phelsuma guentheri come specie in pericolo di estinzione (Endangered).